# 濁川焼討ち事件
濁川焼討ち事件（にごりかわやきうちじけん）は、1868年9月25日、戊辰戦争の一つである秋田戦争終了後に、弘前藩兵が盛岡藩領の濁川(現秋田県鹿角郡小坂町)を焼き討ちした事件である。新政府はこの事件は戦闘ではなく、単なる私闘であるとした。

## 経緯
秋田戦争における北部戦線は、9月21日に戦闘終結合意が成立し、24日には盛岡藩は兵士を撤退させていた。
9月24日、弘前藩の碇ヶ関口の隊長であった郁谷森甚弥は6小隊を引率して、夜5時過ぎに陣馬村を出発、寺の沢間道を進み、遠辺沢から盛岡領に入り、午後8時濁川遠見番所を襲った。続いて弘前兵は濁川村に進んだが、濁川村には兵がいなかったため、火を村に放った。弘前兵はその後、遠辺沢から秋田藩境まで押し通り、それから弘前領との境である山桂平まで引き上げた。
濁川番所には盛岡兵100人ほどが秋田戦争終了後三日三晩警備にあたっていたが、弘前兵が攻めてこなかったため、もう攻めてこないという観測から兵を袈裟掛に移動した後に、弘前兵が襲ってきた形となった。実際に集落に攻めてきた人数は30人ほどであったという。当時の崩平(くずれだい)の崖(旧川上小学校の川向かいの崖)は人が駆け上れる勾配であったため、住民はわずかな荷物を背負い、子どもの手を引いて山を越えて余呂米沢集落に避難した。余呂米沢集落は避難民でいっぱいになった。住民が避難したあとに集落は放火され、焼け残っていたのは摺臼野神社と未完成で入居していなかった家が4軒だけであった。
このとき、この集落には2人の武士と2人の目明かしがいたが、老齢で69歳の武士であった池田佐五衛門為吉のみが単身槍で弘前兵と戦い壮絶な戦死をしている。他にも流れ弾に当たる者もいたが、戦死者は池田だけであった。
その後、弘前兵は若木立の集落で飯を炊かせ、勝利の祝杯をあげて引き上げた。

## 背景
弘前藩の秋田戦争への参加態度は日和見と見られかねない状態であった。そのため、弘前藩は新政府に戦争の実績が欲しかったが、この事件は新政府に秋田戦争終了後の「私闘」と見なされた。その後、弘前藩は箱館戦争への全面協力を行わざるを得なくなった。